# Спирито Санто (Фрозиноне)
Спирито Санто је насеље у Италији у округу Фрозиноне, региону Лацио.
Према процени из 2011. у насељу је живело 29 становника. Насеље се налази на надморској висини од 435 м.